# 212e régiment d'artillerie
Pour les articles homonymes, voir 212e régiment.
Le 212e régiment d'artillerie est une unité d'artillerie de l'armée française, qui a combattu lors de la Première et de la Seconde Guerre mondiale.

## Création et différentes dénominations
- avril 1917 : création sous le nom de 212e régiment d'artillerie de campagne (212e RAC) par changement de nom de l'artillerie de corps du 21e corps d'armée (AC/21)
- février 1918 : devient 212e régiment d'artillerie de campagne portée (212e RACP)
- juin 1919 : dissolution par rattachement au 214e régiment d'artillerie de campagne portée de marche
- septembre 1939 :  création du 212e régiment d'artillerie lourde divisionnaire (212e RALD)
- 7 août 1940 : dissolution

## Chef de corps
- avril - mai 1917 : lieutenant-colonel Lambert[1]
- mai 1917 - mai 1918 : lieutenant-colonel Roussel[2]
- juin- octobre 1918 : commandant puis colonel Paquatte[3],[4],[5]
- octobre 1918 - novembre 1918 : commandant Savary[5]
- novembre 1918 - janvier 1919 : commandant Rousseau[6]
- 1919 : commandant Banquet[7]
- 1919 : capitaine Lecot[8]
- août 1939 - août 1940 : lieutenant-colonel Taton[9]

## Historique des opérations et garnisons du régiment

### Première guerre mondiale

#### Artillerie du21ecorps
Le 212e RAC est formé en avril 1917 par changement de nom de l'artillerie du 21e corps d'armée (AC/21). L'AC/21 était formée de deux groupes :
- le 10e groupe du 2e régiment d'artillerie coloniale[10], formé à Cherbourg[11] avec deux batteries de six canons de 95 mm et qui a combattu à partir de 1915. Il est rééquipé de canons de 75 en janvier 1917[10].
- le 5e groupe du 16e régiment d'artillerie de campagne. Créé en novembre 1914 à partir d'éléments des 36e et 53e RAC, il est alors équipé de 12 canons de 95 mm[12]. Il est rééquipé de canons de 75 en janvier 1917[11].

#### 212eRAC
L'organisation au 1er avril 1917 est la suivante :
- État-major (lieutenant-colonel Lambert)
- 1er groupe (commandant Le Huby, ancien groupe du 2e RACo)
  - 21e batterie (capitaine Sale)
  - 22e batterie (capitaine Tisserand)
  - 23e batterie (capitaine Bele)
- 2e groupe (commandant Huin, ancien groupe du 16e RAC)
  - 24e batterie (lieutenant Monanges)
  - 25e batterie (capitaine Baillard)
  - 26e batterie (capitaine Dardennes)

De mai à octobre 1917, le régiment participe à la bataille de l'Aisne. Les deux groupes du régiment combattent séparés, chacun rattaché à une division d'infanterie différente. Le 23 octobre, le régiment, dont le 1er groupe rattaché au 222e RAC et le 2d au 12e RAC, fait face à l'attaque de la Malmaison avant de quitter le front le 1er novembre. En décembre le régiment est dans les Vosges. Le 1er février 1918, le régiment part à l'arrière pour devenir régiment porté, les chevaux étant remplacés par des tracteurs à moteurs.

#### 212eRACP
Le régiment passe à trois groupes, constitués comme suit :
- État-major (lieutenant-colonel Roussel)
- 1er groupe (commandant Sale)
  - 21e batterie (capitaine Jannet)
  - 22e batterie (lieutenant Fréby)
  - 23e batterie (capitaine Bèle)
- 2e groupe (capitaine Savary)
  - 24e batterie (lieutenant Monanges)
  - 25e batterie (capitaine Baillard)
  - 26e batterie (lieutenant d'Alauzier)
- 3e groupe (capitaine Bische)
  - 27e batterie (capitaine Tisserand)
  - 28e batterie (capitaine Levasseur)
  - 29e batterie (lieutenant Trenscorff)

Le régiment est équipé de tracteurs Jeffery, de camions Peugeot et de voitures Ford. Il rejoint la région de Chassemy en avril 1918, soutenant la 121e division d'infanterie puis la 22e division d'infanterie qui la relève. Dans la nuit du 26 au 27 mai, les Allemands percent le front sur le Chemin des Dames, au début de la bataille de l'Aisne. Le régiment perd 374 hommes, dont son état-major, et doit être reformé à Nemours.
Il reçoit 35 nouveaux canons de remplacement et a alors l'ordre de bataille suivant, :
- État-major (lieutenant-colonel Paquatte)
- 1er groupe (commandant Sale)
  - 21e batterie (capitaine Jannet)
  - 22e batterie (lieutenant Fréby)
  - 23e batterie (capitaine Gaizergues)
- 2e groupe (capitaine Savary)
  - 24e batterie (lieutenant Monanges)
  - 25e batterie (capitaine Baillard)
  - 26e batterie (lieutenant d'Alauzier)
- 3e groupe (capitaine Bèle)
  - 27e batterie (capitaine Tisserand)
  - 28e batterie (capitaine Jambert)
  - 29e batterie (lieutenant Huyard)

Il rejoint la ligne de front entre Tiqueux et Vrigny, soutenant le 1er corps d'armée colonial tandis que le 1er groupe rejoint le corps d'armée italien. Le 15 juillet 1918, les Allemands lancent l'offensive en Champagne. Le régiment, notamment le 3e groupe, est ébranlé par l'attaque allemande mais il soutient la défense victorieuse des troupes alliés. Le régiment part au repos le 5 août puis rejoint la 89e division d'infanterie américaine le 25 pour soutenir l'attaque sur Saint-Mihiel lancée en septembre. Mis au repos le 1er octobre, le 212e est mis à la disposition de la 58e division d'infanterie qui doit franchir l'Oise et la Serre près d'Achery, puis qui attaque les Allemands en repli à Renansart. Le matériel mécanique du régiment souffre de la poursuite et seul le 1er groupe parvient à suivre le rythme des opérations. À la même époque, la grippe espagnole affaiblit le régiment qui perd une partie de ses soldats. Le régiment soutient l'offensive sur la Sambre lancée le 4 novembre et apprend l'armistice alors qu'il est à Verly et à Mennevret.
Après la fin des combats, il est affecté pour aider au ravitaillement civil de la région de Reims. Les deux premiers groupes sont démobilisés et le 3e groupe forme un régiment de marche avec le 214e RACP, disparaissant le 21 juin 1919. Le 214e RACP forme ensuite le 14e régiment d'artillerie.

### Seconde guerre mondiale
Le 212e RALD est créé en août 1939 à partir du 5e et du 6e groupe du 12e régiment d'artillerie. Le 5e compte trois batteries de canons de 105 Bourges et le 6e trois batteries de canons de 155 Schneider. Le 212e RALD et le 12e RAD rejoignent la 43e division d'infanterie (43e DI)  une fois leur mobilisation complétée le 7 septembre. La division stationne autour de Haguenau puis dans la région de Bitche. Elle rejoint début janvier 1940 la région de Sarrebourg. À la fin du mois la division est placée en réserve du grand quartier général et stationne en Champagne.
L'organisation en mai 1940 est la suivante :
- État-major (lieutenant-colonel Taton, adjoint lieutenant Laflèche)
- 5e groupe (5/212, chef d'escadron Breiner, groupe de canons de 105 Bourges)
  - 13e batterie (capitaine Morel)
  - 14e batterie (capitaine Montargès)
  - 15e batterie (capitaine Manet)
  - Colonne de ravitaillement (capitaine Aubry)
- 6e groupe (6/212, capitaine Aubrée, groupe de canons de 155 Schneider)
  - 16e batterie (lieutenant Perret)
  - 17e batterie (capitaine Soisson)
  - 18e batterie (capitaine Valentin)
  - Colonne de ravitaillement (lieutenant Kern)

L'offensive allemande débute le 10 mai 1940. Le 13 mai 1940, le 212e RALD part de la gare d'Avize pour rejoindre le front. La 43e DI couvre le flanc de la 1re armée entre Jeumont et Charleroi alors que les troupes françaises entrent en Belgique. Le long de la Sambre, les deux régiments d'artillerie divisionnaire forment trois groupements : le 5/212 forme le groupement Ouest avec le 1er groupe du 12e RAD et le 6/212 forme le groupement Centre avec le 3e groupe du. Les unités du 212e ne sont pas encore arrivés à leurs positions prévues lorsque les Allemands attaquent ces dernières le 16 mai. Le régiment s'installe à Feignies le 17 afin de soutenir une contre-attaque du 3e régiment de tirailleurs marocains sur Maubeuge où les Allemands se sont infiltrés. Le 19, la compagnie du 158e régiment d'infanterie qui couvrait Feignies est capturée et le 212e se replie dans le bois de la Lanière au nord de la localité. Là, il reçoit l'ordre de rejoindre Vertain où l'état-major du 5e corps d'armée a décidé de concentrer les régiments d'artillerie lourde. Toutefois la commune est déjà occupée par les Allemands et les batteries se séparent par de nombreux itinéraires avant de se retrouver à Haveluy dans la soirée. De là elles rejoignent la région de Somain puis Bouvignies dans la nuit du 20 au 21. La 43e DI, réduite par les combats, reçoit l'ordre le 22 de tenir le front entre Wavrin et La Bassée. Le 212e RALD rejoint Sainghin-en-Weppes le 23 à l'aube et occupe dans la soirée des positions à Sainghin et Wicres. Le 25, le 5/212 reçoit l'ordre d'aller se déployer à Willies. Deux des batteries partent s'y installer dans la nuit du 25 au 26, après le départ des unités britanniques qui occupaient la zone. La batterie restée à Sainghin tire dans la journée sur les Allemands qui tiennent le canal de La Bassée. Le 27, le régiment se retire sur Herlies alors que les Allemands percent le front sur le canal. Le 212e RALD se replie vers Ennetières, puis vers Armentières et Bailleul.
La 43e DI est dissoute le 28 et le 212e RALD est rattaché à la 32e division d'infanterie stationnée à Bailleul. Il entame son repli vers Dunkerque le 29. Le 6e groupe se regroupe à Rosendaël avant de se préparer à embarquer. La 16e batterie (5/212) atteint Malo-les-Bains le 30 et se met en batterie à Teteghem. Peu après, elle reçoit l'ordre de rejoindre Dunkerque pour embarquer avec le reste du 5e groupe. Les deux batteries restantes sont attaquées en chemin et leurs deux capitaines sont tués et le lieutenant Perret, commandant la 16e batterie, gère l'embarquement des différentes unités.
La 15e batterie débarque au Havre et une partie de la 16e batterie se retrouve à Cherbourg. Le reste de l'unité arrive en Angleterre par Douvres ou Folkestone. Stationné un temps à Weymouth, le régiment rejoint Brest le 2 juin 1940 et se regroupe à La Chapelle-Yvon le 4. Le régiment fait mouvement vers le sud par train, embarquant le 14 à la gare de Morteaux-Coulibœuf. Le 17, le régiment subit de lourdes pertes lorsque son train est attaqué par l'aviation allemande à la gare de triage de la plaine de Baud à Rennes. Regroupé dans une caserne de la ville, le régiment y abandonne ses derniers matériels avant de reprendre le train pour Angoulême. Le 22, le régiment débarque en gares de Coarraze et de Nay, rejoignant à pied son campement d'Angaïs. Le régiment est dissout le 7 août.
Le 212e RALD compte à la fin de la guerre 22 tués, 237 disparus, 111 égarés, 38 rapatriés et 168 blessés.

## Personnalité ayant servi au sein du régiment
- Henry Malherbe, officier au 212e RAC à partir du 1er avril 1917, venu du 16e RAC[23]